# Башкиров, Андрей Николаевич
Андрей Николаевич Башкиров (22 декабря 1903 года, Нижний Новгород — 3 февраля 1982 года, Москва) — советский химик-органик, член-корреспондент АН СCСР (с 1958).

## Биография
Андрей Николаевич Башкиров родился в Нижнем Новгороде.
В 1929 году окончил Московский химико-технологический институт, получив специальность инженера-технолога пирогенных производств. Ученик Н. М. Караваева.
Место работы: по окончании Московского химико-технологического института там же и работал в пирогенной лаборатории, с 1932 года работал в Сибирском филиале Всесоюзного института искусственного жидкого топлива, с 1946 года работал в Институте нефти (Институт нефтехимического синтеза АН СССР) и одновременно с 1943 года — преподавателем в Московском институте тонкой химической технологии.
Область научных интересов: органическая химия, технологии топлива, нефтехимический синтез. Ему впервые удалось получить этанол из диоксида углерода и водорода.
Из оксидов углерода и водорода, используя железные катализаторы он разработал получение углеводородов, высших первичных спиртов, этилового спирта, алкиламинов, осуществил синтез высших вторичных алифатических спиртов. По его технологи в СССР в 1959 году было организовано производство. За работы в области нефтеоргсинтеза награждён 2 орденами и медалями.
До конца жизни проживал в Москве на Новопесчаной улице. Скончался в 1982 году. Похоронен на Кунцевском кладбище.

## Труды
- Синтез высших спиртов жирного ряда методом прямого окисления парафиновых углеводородов // Химическая наука и промышленность. 1956. Т. 1. № 3;
- Синтез этанола из двуокиси углерода и водорода // Доклады АН СССР. 1958. Т. 118. № 2 (в соавт.);
- Производство высших жирных спиртов окислением жидких парафинов // Химическая наука и промышленность. 1959. Т. 4. № 5 (в соавт.).